# 懲りない私
「懲りない私」（こりないわたし）は、2000年11月22日に発売された瀬川瑛子のシングルである。

## 収録曲
1. 懲りない私
  - 作詞：岡田冨美子、作曲：平尾昌晃、編曲：伊戸のりお
2. 酔いどれピアノ
  - 作詞：もず唱平、作曲：伊藤薫、編曲：川村栄二
3. 懲りない私（カラオケ）
4. 酔いどれピアノ（カラオケ）